# Афеја
Афеја, (грч. Ἀφαία, лат. Aphaia) је име богиње Бритомартиде које се употребљавало на острву Егина.

## Храм богиње Афеје
На највећем брду на острву Егина, посвећеној Зевсу, Афеји у част подигнут је у 7 веку пре нове ере невелики храм који је преграђен у раздобљу од 510. године до 480. године пре нове ере.
Статуе које су украшавале храм су одвезене у Немачку 1812. године и данас се налазе у Глиптотеци у Минхену. Две статуе војника које су пронађене нешто касније се чувају у Народном археолошком музеју у Атини.
Остаци Афејина храма и његови рељефни украси припадају најлепшим примерцима грчке уметности на прелазу из касног архајског у класично доба које се рађало.